# Казаков, Драгомир
Драгоми́р Ко́стович Каза́ков (8 августа 1866, Тулча — 22 сентября 1948, София) — болгарский актёр, режиссёр и певец-баритон. Один из основоположников оперного искусства в Болгарии.

## Биография
Драгомир Казаков родился в Тулче 8 августа 1866 года. Среднее образование получил в Болградской гимназии. С 1886 по 1890 год учился в Оперном училище и в Пражской консерватории.
Был одним из основателей Драматического оперного театра и режиссёром в нём с 1890 по 1892 год. В 1893 году, после расторжения дружбы, он был директором театра «Слеза и смех». С 1894 по 1899 год — преподаватель пения в Софийской гимназии. С 1899 по 1902 год он специализировался на пении в Санкт-Петербурге. В 1908—1914 годах был баритоном в болгарском оперном коллективе, исполнял баритонные партии из лирического и лирико-спонтанного репертуара.
Скончался 22 сентября 1948 года в Софии.

## Вклад в развитие оперного искусства
Драгомир Казаков — один из основателей болгарского оперного искусства, внёсший большой вклад в его развитие. Наиболее значимый его письменный исследовательский труд — «Материалы по истории народного театра и оперы» (болг. Материали по история на Народния театър и опера), изданные в 1930 году.